# Robert Piéchaud
Pour les articles homonymes, voir Piéchaud.
Robert Piéchaud, né en 1969, est un compositeur français.

## Biographie
Élève au piano de Claude Helffer, de Gilles Harlé à l’orgue et de Charles Bornstein en orchestration, Robert Piéchaud développe, en constant dialogue avec la tradition, une œuvre indépendante qui résonne avec les autres arts et où s’affirme un amour certain du son et des capacités naturelles des instruments.
Parmi les créations récentes de Piéchaud : Psaume 77 (pour 2 chœurs et petit ensemble, 2024), Mayn Vayte Heym (trio avec voix d’après Chagall, 2023), le Concerto urbain (pour 14 instruments, 2022), Qu’il repose en révolte (2021) sur un poème d’Henri Michaux, le septuor à cordes Métamorphoses sur un thème de W. Rihm (commande Radio France 2019, festival Présences), le quintette à vent “avec voix” The River (2016, Reykjavik), Still pour piano solo (Collège des Bernardins, 2013), le Diptyque de Guerre (trio avec voix, 2011), et de nombreuses études pour piano (dont Snow Flurries, 2011). Le Festival d’Automne à Paris 2016 lui a consacré un concert monographique intitulé Amerika, où furent créés aux Bouffes du Nord ses Wittgenstein-Lieder, pour voix et ensemble (ensemble l’Instant Donné et Jill Alessandra McCoy, mezzo-soprano), ainsi que sa transcription pour quintette à vent et sax jazz des Variations on America de Charles Ives.
Robert Piéchaud est aussi une figure reconnue dans le domaine des technologies digitales de la musique : ingénieur à l’IRCAM, collaborateur de la société MakeMusic (Finale), et typographe musical dont le travail s’étend du grégorien jusqu’à nos jours.
Très intéressé par le rapport entre l'improvisation musicale et le cinéma muet, Robert Piéchaud se produit fréquemment en ciné-concerts, par exemple à l’Auditorium du Louvre (chaque année depuis 2014), à la Cinémathèque Française, ou encore au Collège des Bernardins. En duo avec le multi-instrumentiste Stan de Nussac, il a donné en Inde en 2023 une série de ciné-concerts autour du cinéma français et indien des origines.

## Œuvres principales
- Diptyque de guerre, 2010-2013[5].
- The Baghdad Zoo, 2012.
- Still, pour piano et électronique (hommage à Robert Smithson), créé au Collège des Bernardins, Paris.
- The River, quintette à vent avec voix, 2015[2].
- Wittgenstein-Lieder, pour voix, flûte, hautbois, clarinette, percussion et violoncelle, 2016.
- Métamorphoses sur un thème de Wolfgang Rihm, septuor à cordes, 2018, pour le festival Présences[6] de Radio France.
- Qu’il repose en révolte, pour voix (récitant), et ensemble de 11 instruments, 2022. D'après un poème de Henri Michaux.
- Concerto urbain, pour ensemble de 14 instruments, 2022, créé à l'auditorium du Conservatoire de Gennevilliers[7].
- Mayn vayte heym, pour voix, piano et alto, 2023, créé à New York. D’après un poème en yiddish de Marc Chagall.
- Psaume 77, pour deux chœurs et petit ensemble, 2024, commande du festival Aspects. Créé par la maîtrise de Caen en l’église Notre-Dame de la Gloriette.
- Ikh hob tsu dir, mayn volk, gezungen, pour voix et piano, 2025, commande de The Chagall Project.
- Aux artistes martyrs, pour voix et quatuor à cordes, 2025, commande de The Chagall Project et du Quatuor Odyssée[8]. D'après un poème en yiddish de Marc Chagall.